# NGC 3636
NGC 3636 is een elliptisch sterrenstelsel in het sterrenbeeld Beker. Het hemelobject werd op 4 maart 1786 ontdekt door de Duits-Britse astronoom William Herschel.

## HD 98591
Op vrijwel elke telescopisch verkregen foto van het stelsel NGC 3636 is het schijnsel van de schijnbaar zeer nabij gelegen ster HD 98591 te zien, ofwel de ster zelf. HD 98591 is echter een voorgrondster, tot het melkwegstelsel horend. Deze ster kan, voor amateurastronomen, als gidsobject fungeren om op zoek te gaan naar de stelsels NGC 3636 en NGC 3637.

## Synoniemen
- MCG -2-29-19
- PGC 34709